# Volley De Haan
Volley De Haan est un club belge de volley-ball fondé en 1968 et basé à De Haan, évoluant pour la saison 2015-2016 en 2e Provinciale dames B.

## Effectifs

### Saison 2011-2012
Entraîneur : Martijn Koelman  Belgique